# ارکی کلدو
ارکی کلدو (استونیایی: Erkki Keldo؛ زادهٔ ۷ نوامبر ۱۹۹۰) سیاستمدار و نماینده مجلس اهل استونی است.